# 風塵抄
『風塵抄』（ふうじんしよう）は、司馬遼太郎による随筆集。産経新聞で、1986年（昭和61年）5月から1996年（平成8年）2月まで、おおむね毎月第一月曜日・朝刊1面に掲載された。

## 概要
連載に先立ち、司馬は「身体髪膚に即したこと」だけをテーマとする方針を立てていた。しかしながら、執筆内容は次第に歴史観や文化・言語論、時事や事件等、政治経済の話題にも及ぶ様になる。特に1990年〜1991年は湾岸戦争に、1995年は阪神・淡路大震災とオウム真理教に多く触れている。なお1994年は北朝鮮に関し3度執筆しているが、いずれも北朝鮮主席だった金日成死去の前に掲載された。
No.81〜85「在りようを言えば」(1)〜(5)は、産経新聞創刊60周年記念として1993年1月4日・5日・6日・8日・9日に連載された特別編。No.86〜87「台湾で考えたこと」(1)〜(2)は「街道をゆく 台湾紀行」の取材で、台湾滞在中の司馬自身が申し出て1993年1月13日・14日に連載された番外編に当たる。
最終話となったNo.126「日本に明日をつくるために」は、司馬の急死と同日となった1996年2月12日付で掲載。住専破綻（地価高騰によるバブル経済処理問題）を取り上げ、改めて日本の行く末への警鐘を鳴らしている。
一巻目巻末に、昭和天皇崩御に触れた特別寄稿「空（くう）に徹した偉大さ」を、二巻目巻末に、連載開始時の担当者だった福島靖夫が、連載時の交流回想「司馬さんの手紙」を寄稿した。福島の没後に刊行した「往復手紙」で克明なやり取りが窺える。

## 書籍
- 『風塵抄』（1991年1月、中央公論社）ISBN 412-0020592
  - 『風塵抄』（1994年6月、中公文庫）ISBN 412-2021111
- 『風塵抄 二』（1996年5月、中央公論社）ISBN 412-0025748
  - 『風塵抄 二』（2000年1月、中公文庫）ISBN 412-2035708
- 『司馬遼太郎全集 67』（2000年2月、文藝春秋）- 他に「この国のかたち」後半を収録

関連文献
- 『もうひとつの「風塵抄」 司馬遼太郎・福島靖夫 往復手紙』（中央公論新社、2000年／中公文庫、2004年）
- 『「追悼の司馬遼太郎」　司馬遼太郎さんと私』（夕刊フジ編、産経新聞社、1997年）- 手紙の抜粋を収録